# Леонард Пјонтек
Леонард Францишек Пјонтек (рођен као Леонард Франц Пјонтек, 3. октобар 1913 – 1. јул 1967) био је пољски фудбалер који је играо на позицији нападача у међуратном периоду. У пролеће 1937. године променио је име у Леонард Францишек Пјонтек (полонизована верзија).
Вредни и амбициозни нападач, Пјонтек је био најбољи стрелац за вицешампионе пољске прве лиге Хожов 1937. године и на крају је предводио лигу следеће сезоне са 21 голом.
За репрезентацију Пољске наступао је 16 пута између 1937. и 1939. године, постигавши 11 голова. Два пута је постигао гол у победи Пољске над Југославијом од 4 : 0 у квалификацијама за Светско првенство и учествовао је у легендарној утакмици Светског првенства у фудбалу 1938. против Бразила у Стразбуру, у Француској, 5. јуна 1938. године, коју је Бразил победио са 6 : 5. Пјонтек је такође постигао гол на последњој међународној утакмици одиграној у Пољској пре избијања Другог светског рата, победи од 4 : 2 над Мађарском 27. августа 1939. године.
Пјонтек је потписао Фолкслисту ( Листу немачке националности ) након нацистичке инвазије на Пољску током Другог светског рата, што му је омогућило да настави фудбалску каријеру. Његов клуб Хожув је сада играо као Germania Königshütte, а са Пјонтеком као кључним играчем, тим је доминирао прволигашком Gauliga Schlesien – делом немачког фудбалског лигашког система – током раних 1940-их, далеко надмашујући државно финансиране ривале ФК Катовице.
После рата, играо је за АКС Хожов до краја сезоне 1947, а затим се преселио у Погоњ Катовице, где је играо од 1948. до 1949. године.